# 청도반시축제
청도반시축제는 경상북도 청도군에서 개최하는 지역 특산물 관련 축전이다.